# 공간정보의 구축 및 관리 등에 관한 법률
공간정보의 구축 및 관리 등에 관한 법률은 2009년 6월 9일 측량법, 수로업무법, 지적법을 통합한 측량·수로조사 및 지적에 관한 법률로 대한민국 국회에서 제정된 법이다. 국토교통부가 법률의 소관청으로 기능하고 있다.

## 목적
측량 및 수로조사의 기준 및 절차와 지적공부의 작성 및 관리 등에 관한 사항을 규정함으로써 국토의 효율적 관리와 해상교통의 안전 및 국민의 소유권 보호에 기여함을 목적으로 한다.

## 연혁
- 2009년 6월 9일 : 지적법, 측량법, 수로업무법 폐지 및 통합에 의해 측량·수로조사 및 지적에 관한 법률 제정

## 같이 보기
- 지번 (토지)
- 지적법
- 한국국토정보공사
- 부동산등기법